# Артагерс
Артагерс — предводитель кадусиев, военачальник персидского царя Артаксеркса II. Артагерс по происхождению был персом.

## Биография
Артагерс по Плутарху вождь кадусиев в борьбе против узурпатора Кира. Возможно, в написании *Arta-garša его имя означает «тот, который практикует справедливость, порядок, правду»). По свидетельству античных авторов, Артагерс был одним из военачальников в армии Артаксеркса II во время сражения при Кунаксе, произошедшего в 401 году до н. э., когда на персидский трон претендовал младший брат царя Кир Младший. Предводитель кадусиев Артагерс привёл с собой отряд всадников — как заключает исследователь Орлов В. П., из Элама. Согласно Ксенофонту, конники Артагерса перед началом битвы выстроились перед самим Артаксерксом II.

## История
Как указывает Плутарх, Артегерс вступил в конный поединок с Киром, во время которого погиб. Перед началом единоборства Артагерс обвинил царевича в том, что он опозорил само своё имя, когда повёл «злодеев греков» против персидского владыки, у которого «миллионы рабов лучше и храбрее» Кира. По мнению Орлова В. П., в данном случае речь идёт о знати, а реплика Артагерса является насмешкой с целью «унизить Кира Младшего и показать его ничтожность».
После гибели Кира Артаксеркс отправил «богатейшие подарки» сыну погибшего Артагерса, павшего в поединке с Киром, и щедро наградил Ктесия и остальных. Найдя кавнийца, который дал евнуху бурдюк с водой, он из ничтожного бедняка сделал его знатным и богатым. Со вниманием отнесся он и к наказанию провинившихся. Одного мидийца по имени Арбак, который во время битвы перебежал к Киру, а когда тот пал, возвратился на сторону царя, Артаксеркс признал виновным не в измене и даже не в злом умысле, а только в трусости и приказал ему посадить себе на шею голую потаскуху и целый день ходить по площади с этой ношей. Другой перебежчик лгал, что сразил двух неприятелей, и царь распорядился проткнуть ему язык тремя иглами.
Желая, чтобы все говорили и думали, будто он убил Кира своею рукой, Артаксеркс отправил Митридату — тому персу, что нанес Киру первую рану, — дары и велел сказать ему так: «Царь награждает тебя этими подарками за то, что ты нашел и принес чепрак Кира». Награды просил и кариец, который ранил Кира под колено и свалил его с ног. Артаксеркс и ему не отказал и велел передать: «Царь одаряет тебя за вторую весть: первым о смерти Кира сообщил Артасир, вторым — ты». Митридат затаил обиду, но смолчал, а злополучного карийца быстро постигла обычная и общая для всех глупцов беда. Ослепленный благами, которыми он был вдруг осыпан, человек этот надумал искать иных, несовместных с ничтожным его положением, и не пожелал считать того, что получил, наградою за добрую весть, но в негодовании кричал и клялся, что Кира убил он, и никто иной, и что его несправедливо лишают высокой славы. Узнав об этом, царь страшно разгневался и велел его обезглавить, но Парисатида, которая была при этом, сказала сыну: «Не казни, царь, негодяя-карийца такою легкою казнью, отдай его лучше мне, а уж я позабочусь, чтобы он получил по заслугам за свои дерзкие речи». Царь согласился, и Парисатида приказала палачам пытать несчастного десять дней подряд, а потом выколоть ему глаза и вливать в глотку расплавленную медь, пока он не испустит дух.

## Гипотезы
По одной из версии Ксенофонт отождествлял Артагерса с противником Астиага Гарпагом. По другой версии битву с кадусиями Бардия выиграл в одиночку, вызвав на поединок царя кадусиев. В конной схватке, на виду у двух войск, Бардия уверенно одержал верх, поразив своего соперника копьем. Кадусии прозвали его Таниоксарком, что на их языке означает «обладающий могучей силой». Маркварт полагал, что Таниоксарк" (так у Ктесия назван Бардия) является копией Кира Младшего.